# Béatrice Barbusse
Pour les articles homonymes, voir Barbusse.
Béatrice Barbusse, née le 12 septembre 1965 à Paris, est une handballeuse et sociologue du sport. Elle est la première femme en France à être présidente d'un club sportif professionnel masculin. Elle est l'autrice de l'ouvrage Du sexisme dans le sport, publié en 2016 et réédité en 2022.

## Biographie

### Jeunesse et formation
Béatrice Barbusse grandit à la Cité des Bleuets, à Créteil, cité construite en 1962 et labellisée « patrimoine architectural du XXe siècle ».
Elle commence le handball à 11 ans. Pendant 10 ans, de 1980 et 1990 elle évolue en handball en national 1, à Créteil et à Alfortville.
De 1983 à 1987, elle est étudiante à l'université Paris 1 Panthéon-Sorbonne. En 1986, elle intègre l'École normale supérieure de Cachan puis  obtient l'agrégation de sciences sociales en 1990 et, en 1997, la thèse de doctorat d'État de sociologie à l'université Paris-Descartes. Sa thèse s'intitule « Sport et entreprise : des apports réciproques en matière de gestion des ressources humaines ».

### Parcours professionnel
Depuis 1992, elle est enseignante-chercheuse en sociologie, à l'université Paris Est Créteil : « Grâce au hand je suis sortie de ma banlieue : on prenait le bus, le train, l’avion, c’est génial quand on vient d’un milieu populaire. C’était éprouvant et pas évident tous les jours car j’ai entrepris de longues études à côté. Je n’ai jamais lâché car je savais d’où je venais socialement et que statistiquement j’avais très peu de chance de réussir. J’ai fait une prépa, l’École normale supérieure, j’ai passé l’agrégation de sciences sociales, une thèse en sociologie et aujourd’hui j’enseigne à l’Université Paris-Est Créteil. »
De février 2007 à novembre 2012, elle préside le club US Ivry handball. Elle est la première femme en France à être présidente d'un club professionnel masculin.
Depuis septembre 2013, elle est membre du conseil d'administration de la Fédération française de handball. Elle met en place, au sein de cette fédération, le plan de féminisation national. Ce plan correspond à la mise en application de la loi du 4 août 2015 qui oblige les fédérations sportives qui ont plus de 25 % de licenciées à avoir 40 % de femmes dans leur conseil d’administration. 
En 2020, elle est nommée vice-présidente déléguée de la Fédération.
De 2014 à 2020, elle est conseillère municipale déléguée aux sports, à la ville de Créteil. 
De mars 2015 à décembre 2017, elle préside le Centre national pour le développement du sport,.
En 2016, elle publie Du sexisme dans le sport. S'appuyant sur son propre vécu, Béatrice Barbusse décrypte et analyse l'ancrage du sexisme dans le sport. Elle en publie une seconde édition en février 2022. L'autrice a conservé de larges pans de l'édition originelle car « l’essentiel qui l’a été en 2016 est toujours pertinent en 2021 », mais l'enrichit d’études, de données et de statistiques qui mettent en évidence de avancées et elle souligne « une plus grande mobilisation des sportives, qui ne craignent plus de prendre la parole pour dénoncer les violences, aussi bien mentales, psychologiques que sexuelles, mais aussi les inégalités de traitement salariales ou les diktats vestimentaires ». Mais elle montre une faible progression vers la parité dans les instances sportives ou dans les postes à responsabilité sportive et administrative, y compris dans les disciplines féminines.
En juillet 2022, elle promue au grade d'Officier dans l'ordre de la Légion d'honneur.

### Distinctions
- 2022 :  Officière de la Légion d'honneur[14], (Chevalière en 2011)[15]
- 2016 :  Officière de l'ordre national du Mérite[16]

## Publications

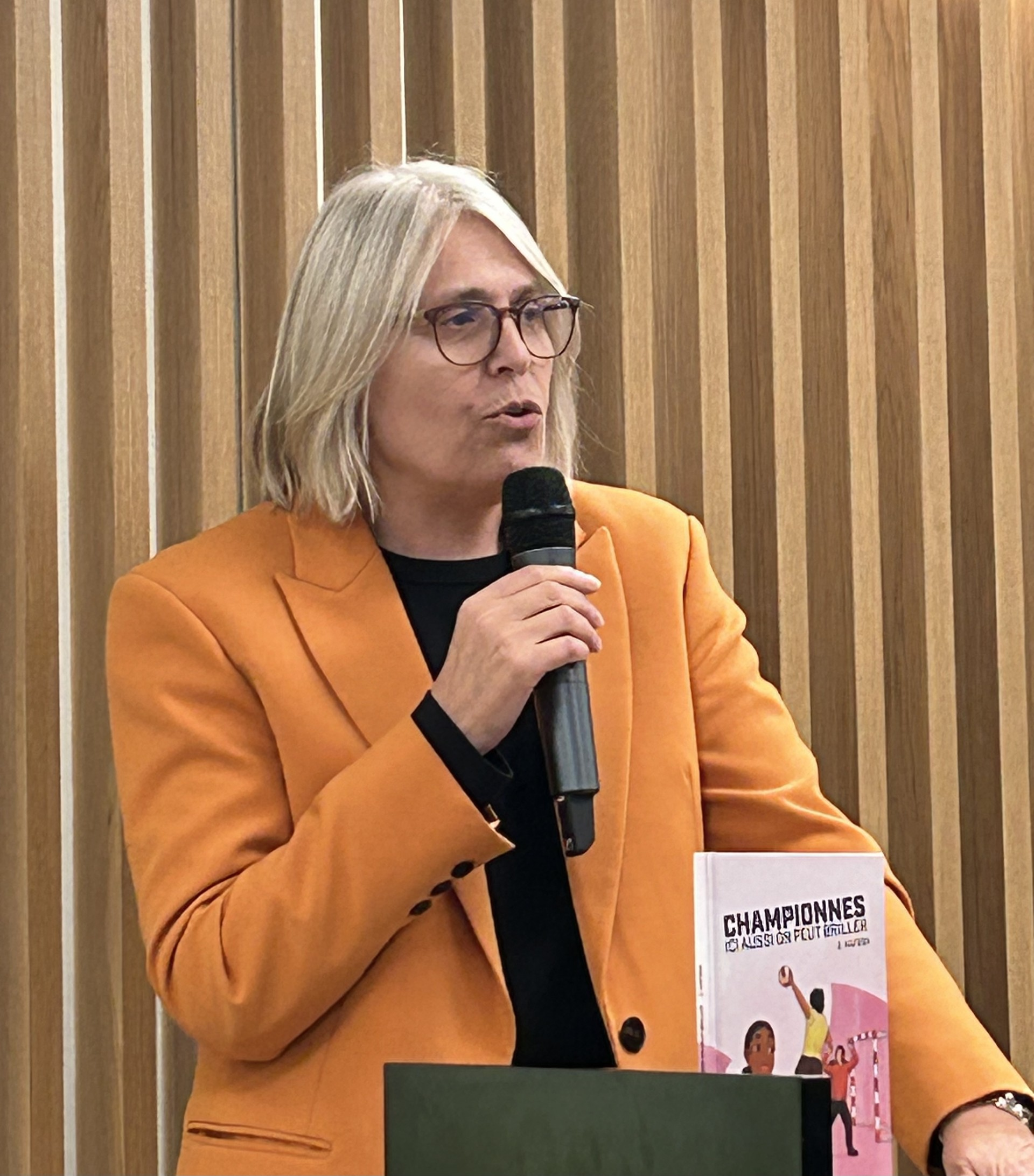
Béatrice Barbusse en 2024.

- Avec Dominique Glaymann, Introduction à la sociologie, Paris, Foucher, 2000, 282 p. (ISBN 2-216-09600-8)
- Avec Dominique Glaymann, L'Économie, aujourd'hui, Paris, Foucher, 2002, 127 p. (ISBN 2-216-09131-6)
- Avec Dominique Glaymann, Sociologie, analyses contemporaines, Paris, Foucher, 2006
- Être entraîneur sportif, Paris, Lieux dits, 2012
- La sociologie en fiches, Paris, Editions Ellipses, 2015, 410 p. (ISBN 978-2-7298-2457-0 et 2-7298-2457-X)
- Avec Dominique Glaymann, Sport et entreprise, un mariage de raison(s) ?, Paris, Presses de Sciences Po (PFNSP), 2016
- Du sexisme dans le sport, Paris, Anamosa, 2016, 261 p. (ISBN 979-10-95772-13-2)
- Du sexisme dans le sport (2e édition), Paris, Anamosa, 2022, 384 p. (ISBN 978-2-38191-038-3)[12]